# Caserío Gorostiola

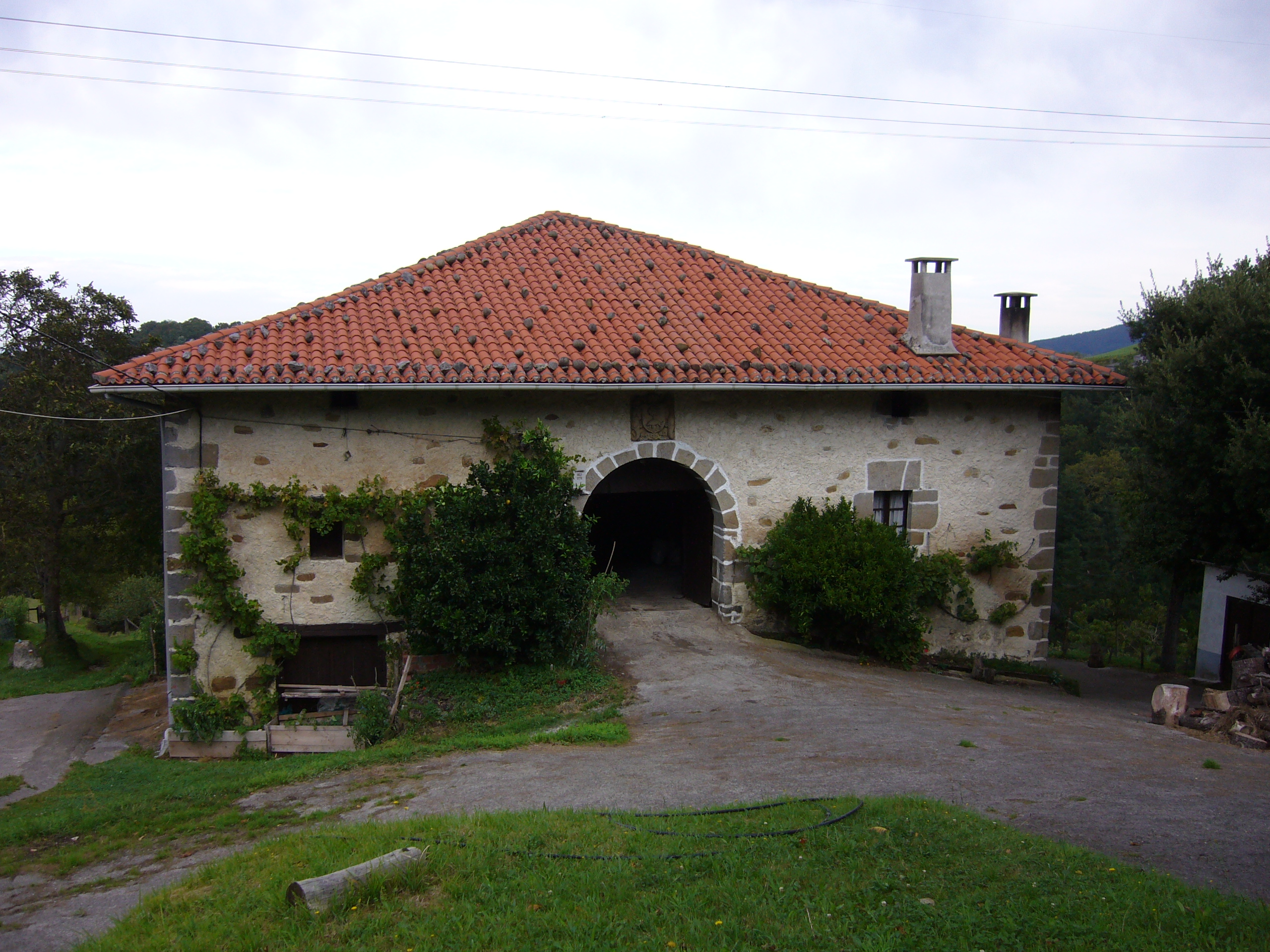
Caserío Gorostiola

El caserío Gorostiola en Aya (Provincia de Guipúzcoa, España) es una edificación barroca de planta cuadrada, 17 m x 17 m, muros perimetrales de 0,80 de espesor en mampostería con esquinales de sillar; dos plantas y desván, cubierta a cuatro aguas. Está situado en lo alto de un cordal de bastante pendiente al N del casco de Aia Goia.

## Características
La fachada principal de orientación S presenta en su eje central un zaguán al que se accede por un arco de medio punto de cortas dovelas. A ambos lados, existen dos huecos de ventana recercados de sillar. En el desván se abren tres ventanucos en el bajo cubierta. Resalta en esta fachada, muy corta debido al desnivel del terreno, el escudo de armas situado sobre el arco y sobre una ventana a su derecha recercada de sillar y dos huecos de ventana a la izquierda de ella que corresponden al hogar de la casa. En la primera planta, tres vanos de ventana recercados de sillar y en el desván, tres ventanas recercadas también de sillar. Dichas ventanas son las únicas de factura posterior que se han realizado en los muros originales del caserío. La fachada W presenta muy pocos huecos, un acceso dintelado con puerta de doble hoja y una partida. A su izquierda existe también otra puerta dintelada recercada de sillar, cegada. En la primera planta una única ventana recercada de sillar y en el desván, un pequeño ventanuco en el bajo cubierta son los únicos vanos que posee esta fachada. La fachada N presenta en la planta baja tres saeteras con rebordes de sillares. En la primera planta, tres ventanas recercadas de sillar y en el desván, cuatro ventanas recercadas también de sillar.
En el interior de la planta baja un corredor abierto une los accesos E y W. En esta planta se apoyan sobre bases de piedra cuatro postes enterizos y es visible la solivería del forjado de la misma. Según se accede a dicha planta, existen en el lado E las habitaciones y alcobas. También en esta zona es simétrica la solivería del forjado de la planta primera. En el desván dispone de una estructura de perfecta simetría apoyada en los cuatro postes enterizos en donde se ensamblan, con colas de golondrina y ensamblajes en caja de espiga, las vigas y tornapuntas que sostienen la cubierta. La estructura tiene marcas de carpintería.